# FC Montceau Bourgogne
FC Montceau Bourgogne, właśc. Football Club Montceau Bourgogne – francuski klub piłkarski z siedzibą w Montceau-les-Mines.

## Historia
Klub został założony w 1948. W swojej historii rozegrał 7 sezonów w drugiej lidze (w latach 1982–1984 i 1985–1990). Występował też przez 18 sezonów na poziomie trzeciej ligi, po raz ostatni w edycji 1990/1991.

### Chronologia nazw
- 1948–1967 – US Blanzy-Montceau
- 1967–1987 – Entente Montceau
- od 1984 – FC Montceau Bourgogne

### Historia występów w drugiej lidze
| Sezon   | Liga       | Grupa | Miejsce      | Nazwa            |
| ------- | ---------- | ----- | ------------ | ---------------- |
| 1982/83 | Division 2 | B     | 16.          | Entente Montceau |
| 1983/84 | Division 2 | B     | 17. (spadek) | Entente Montceau |
| 1985/86 | Division 2 | A     | 14.          | FC Montceau      |
| 1986/87 | Division 2 | B     | 9.           | FC Montceau      |
| 1987/88 | Division 2 | A     | 4.           | FC Montceau      |
| 1988/89 | Division 2 | B     | 9.           | FC Montceau      |
| 1989/90 | Division 2 | A     | 18. (spadek) | FC Montceau      |

## Reprezentanci kraju grający w klubie
Stan na grudzień 2023
|  | - Cédric Si Mohamed - Bébé Kambou - Farès Bousdira - Jean-François Jodar - Patrick Parizon - Julien Stopyra - Roland Wagner - Mohamed Ali Doumbouya - Mamoudou Mara - Aboubacar Sylla |  | - Christopher Missilou - Clément Couturier - Benny Reiter - Zygmunt Maszczyk - Laurent Amiens - David Chevalier - Pape Mamadou Diouf - Lucien Kassy-Kouadio - Gaston Mobati - Manunu Ntazambi |